# ريان مور (لاعب غولف)
ريان مور (بالإنجليزية: Ryan Moore)‏ هو لاعب غولف أمريكي، ولد في 5 ديسمبر 1982 في تاكوما في الولايات المتحدة.

## وصلات خارجية
- الموقع الرسمي
- ريان مور على موقع رابطة لاعبي الغولف المحترفين (الإنجليزية)
- ريان مور على موقع التصنيف العالمي الرسمي للغولف (الإنجليزية)